# Oskar Schlemmer
 (octobre 2022).
Si vous disposez d'ouvrages ou d'articles de référence ou si vous connaissez des sites web de qualité traitant du thème abordé ici, merci de compléter l'article en donnant les références utiles à sa vérifiabilité et en les liant à la section « Notes et références ».
Pour les articles homonymes, voir Schlemmer.
Oskar Schlemmer (Stuttgart, le 4 septembre 1888 - Baden-Baden le 13 avril 1943) est un peintre, décorateur de théâtre et scénographe de ballet allemand.

## Biographie
Après des études auprès de Willi Baumeister à l'Académie des Beaux-Arts de Stuttgart où il rencontre le peintre suisse Otto Meyer-Amden (1885-1933) en 1907, il intègre le Bauhaus de Weimar de 1921 à 1929 en tant que professeur de peinture puis décorateur et scénographe, avant d'achever son parcours académique par une année d'enseignement à l'École de Beaux-Arts de Breslau (aujourd'hui Wrocław). Ses œuvres peintes ou sculptées témoignent de son souci d'allier l'immobilité hiératique de la rigueur géométrique et de la pureté des contours à la vivacité des formes et la mobilité de l'espace. Il en résulte une peinture qui rappelle à la fois le futurisme ou le constructivisme par son aspect analytique et le surréalisme par son aspect onirique. Il développe une réflexion sur le corps humain et préconise sa réduction à des éléments géométriques simples comme il l'exprime dans les œuvres Homo figure T ou L'Escalier du Bauhaus.
Son œuvre est excellemment représentée à New York, à Francfort et, plus encore, à Stuttgart, où se trouvent les archives Schlemmer, qui contiennent notamment toutes ses esquisses en deux ou trois dimensions pour son Ballet triadique (1922).
Il est rejeté par ses collègues en raison de ses sympathies nationales-socialistes, et quitte le Bauhaus pour l’école d’art de Breslau. Les archives du Bauhaus indiquent qu'il adhère à La Chambre de la culture du Reich. En 1934, il participe à un concours pour une fresque à la Maison de l'art allemand de Munich : une foule de personnages faisant le salut nazi. Projet refusé. Selon l’historien de l’art Eric Michaud, Schlemmer écrit à Goebbels pour l'assurer de son soutien au national-socialisme. Il est pourtant classé « artiste dégénéré » et interdit d’exercer.
En 1937, les tableaux d'Oscar Schlemmer sont présents dans la grande exposition d'« art dégénéré » organisée par les Nazis.

## Théorie scénique
À partir de 1911, et jusqu'à sa mort, Schlemmer élabore divers manifestes, pratiques, journaux, théories, sur l'art de la scène, ensemble qui fera les belles heures du Bauhaus, et donnera une impulsion majeure à l'art de la performance. Il se préoccupe des rapports entre théorie et pratique, y voyant une manifestation de l'opposition mythique entre les dieux grecs Apollon, pour son intelligence (théorie), et Dionysos, pour ses fêtes (pratique). Il y voit, également, un parallèle avec la morale puritaine. La peinture et le dessin représentent les aspects théoriques et intellectuels du travail, tandis que les arts de la scène tels la danse et le théâtre avec leurs plaisirs représentent l'aspect pratique. Que ce soit dans la théorie ou dans la pratique, sa recherche se concentre sur la notion d'espace. Il mit ses conceptions à l'œuvre, de façon didactique, dans son spectacle Danse des gestes, préparant un système de notation pour figurer le mouvement des danseurs, et formant une méthode de transition entre les formes bidimensionnelles (graphisme), et tridimensionnelles (scène). Toutes ces recherches se concentrent, d'ailleurs, dans son Ballet triadique de 1922, faisant de lui le précurseur de la danse contemporaine.
Il a poursuivi ces réflexions sur les gestes et les matériaux à travers ses créations Danse des bâtons en 1927 ou Danse du métal la même année.
Le Ballet triadique est son œuvre majeure. En 2022, la Staatsgalerie de Stuttgart a fêté ses 100 ans à travers une exposition monographique. Elle a permis de mettre en valeur son apport à l'histoire de l'art, son aspect précurseur à la performance et a fait des liens avec l'art contemporain.

## Œuvres
- New York, Museum of Modern Art, Bauhaustreppe (L'Escalier du Bauhaus), 1932, acheté en 1933 par l'architecte Philip Johnson alors qu'à cette époque ce dernier vouait une admiration pour le nazisme[6].
- Ratisbonne, Kunstforum Ostdeutsche Galerie, Helle Gruppe mit blauer Blonder, 1937

Œuvres de Oskar Schlemmer
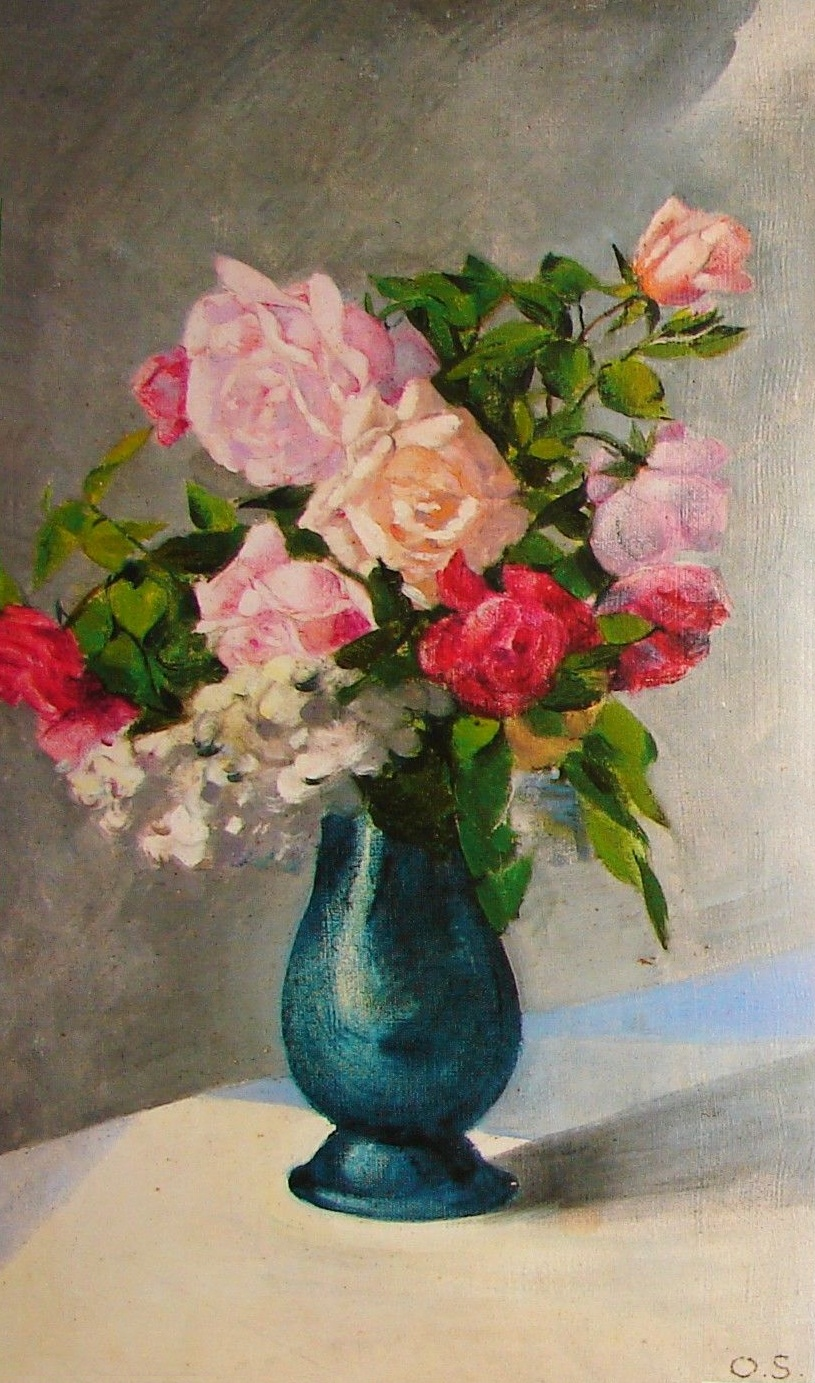
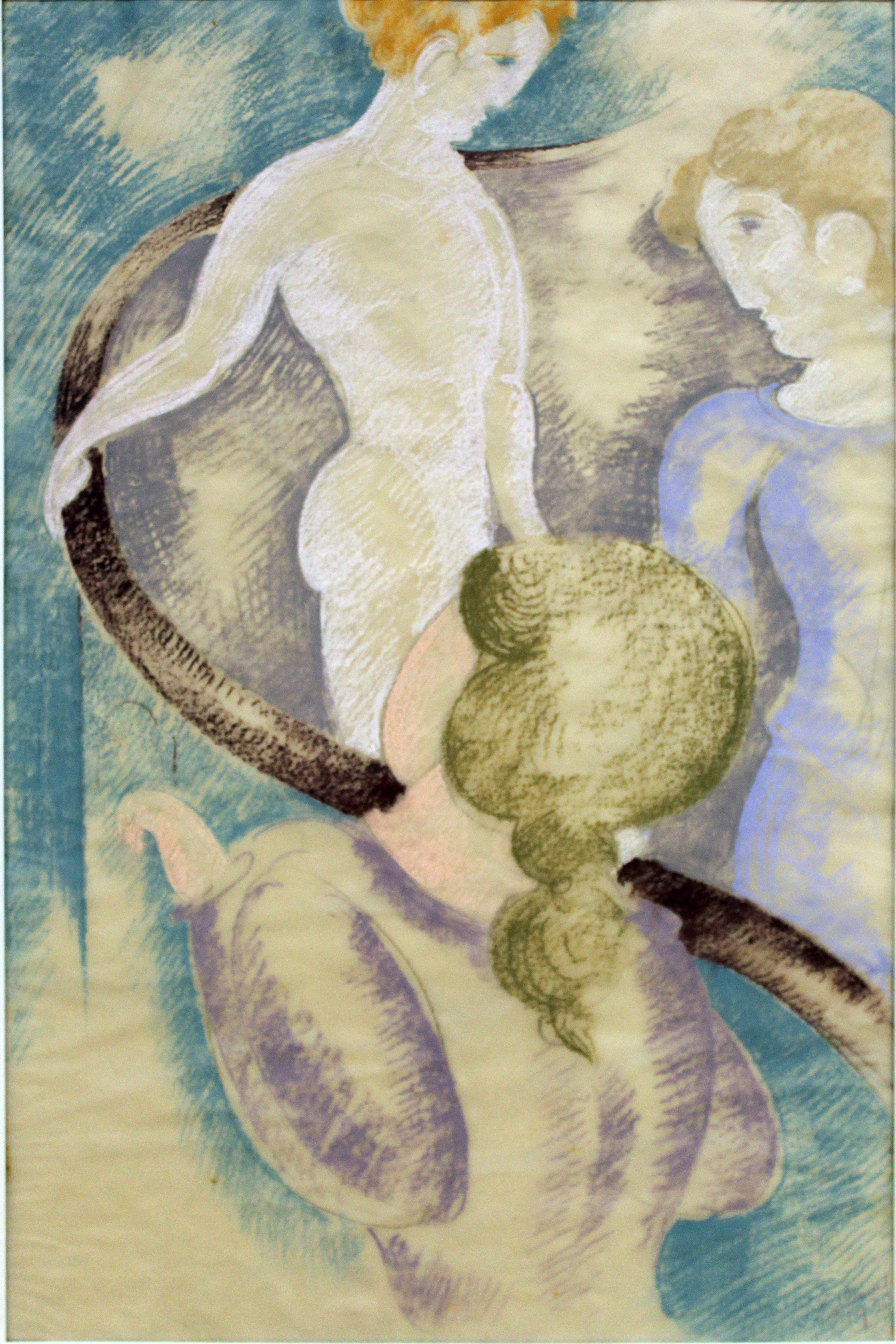
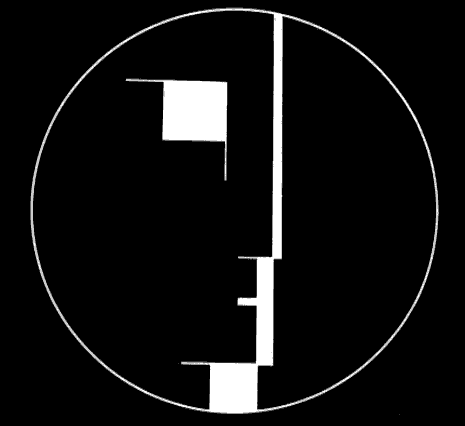
Logo du Bauhaus
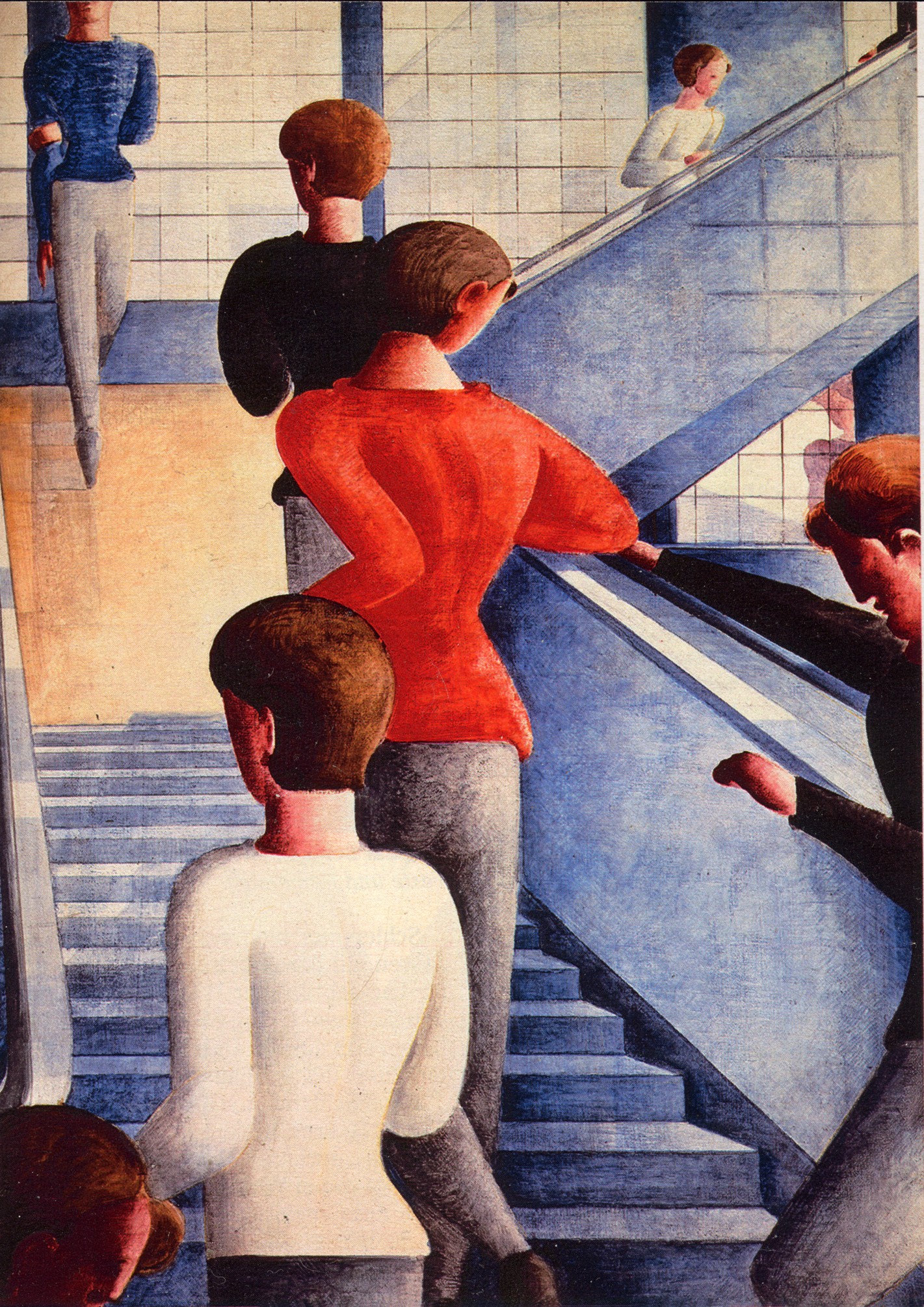
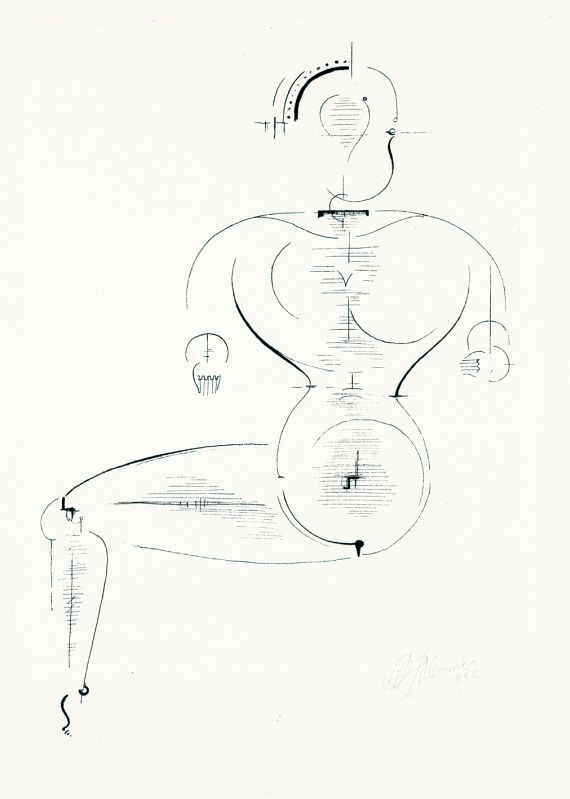
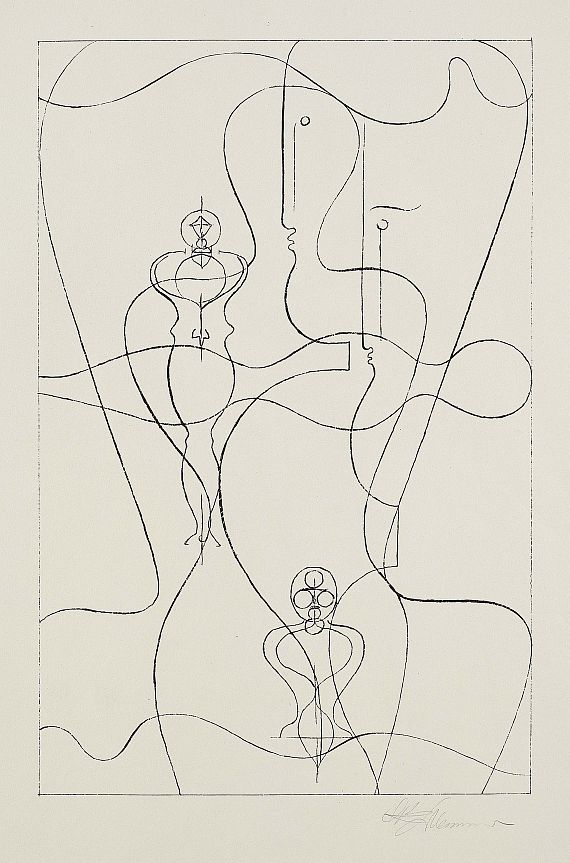
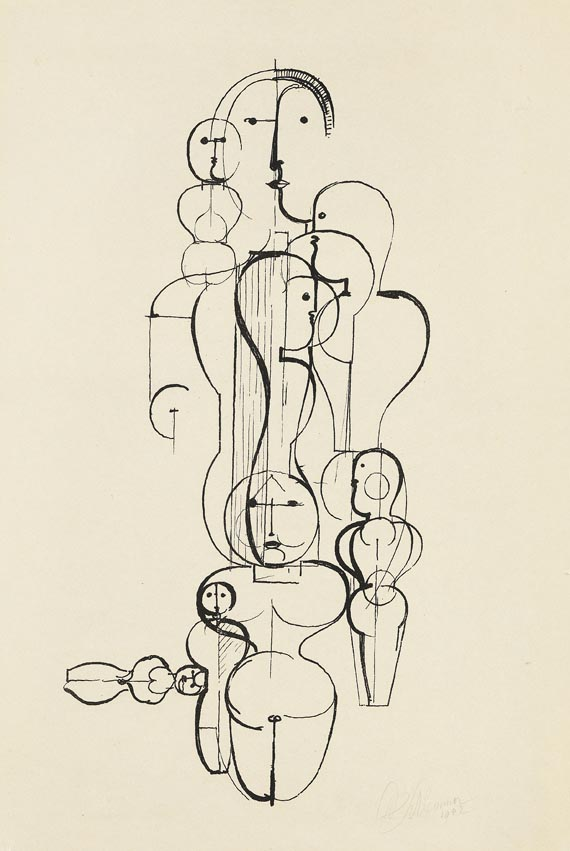
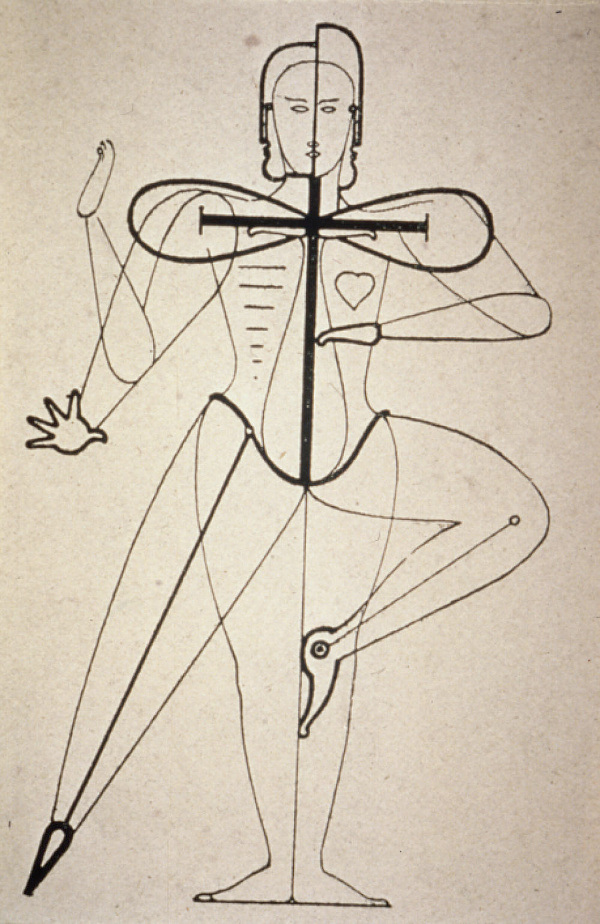
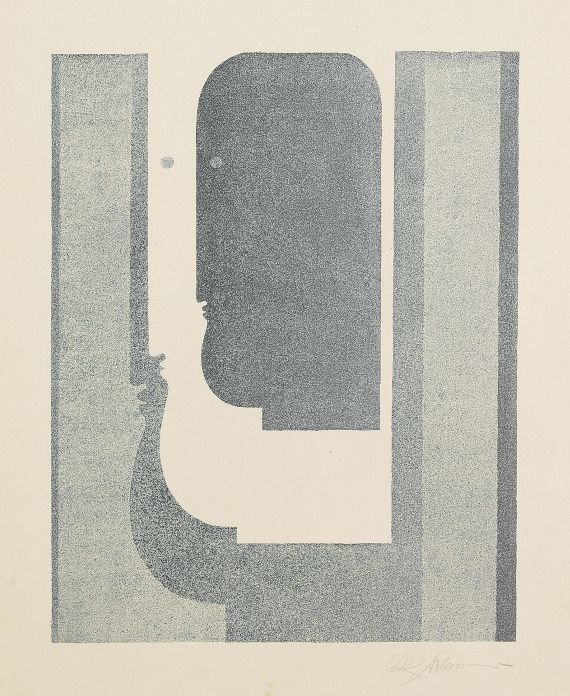
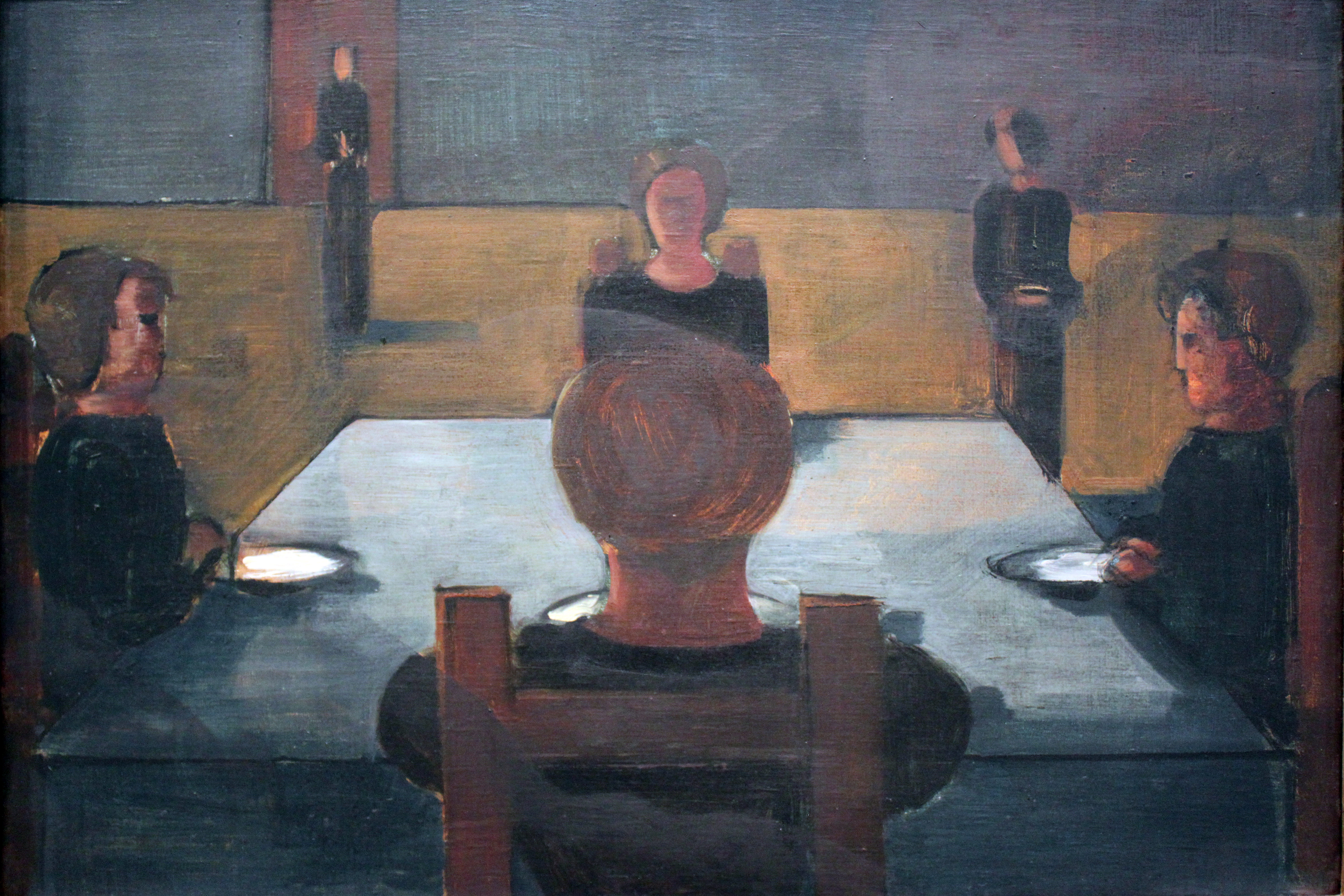
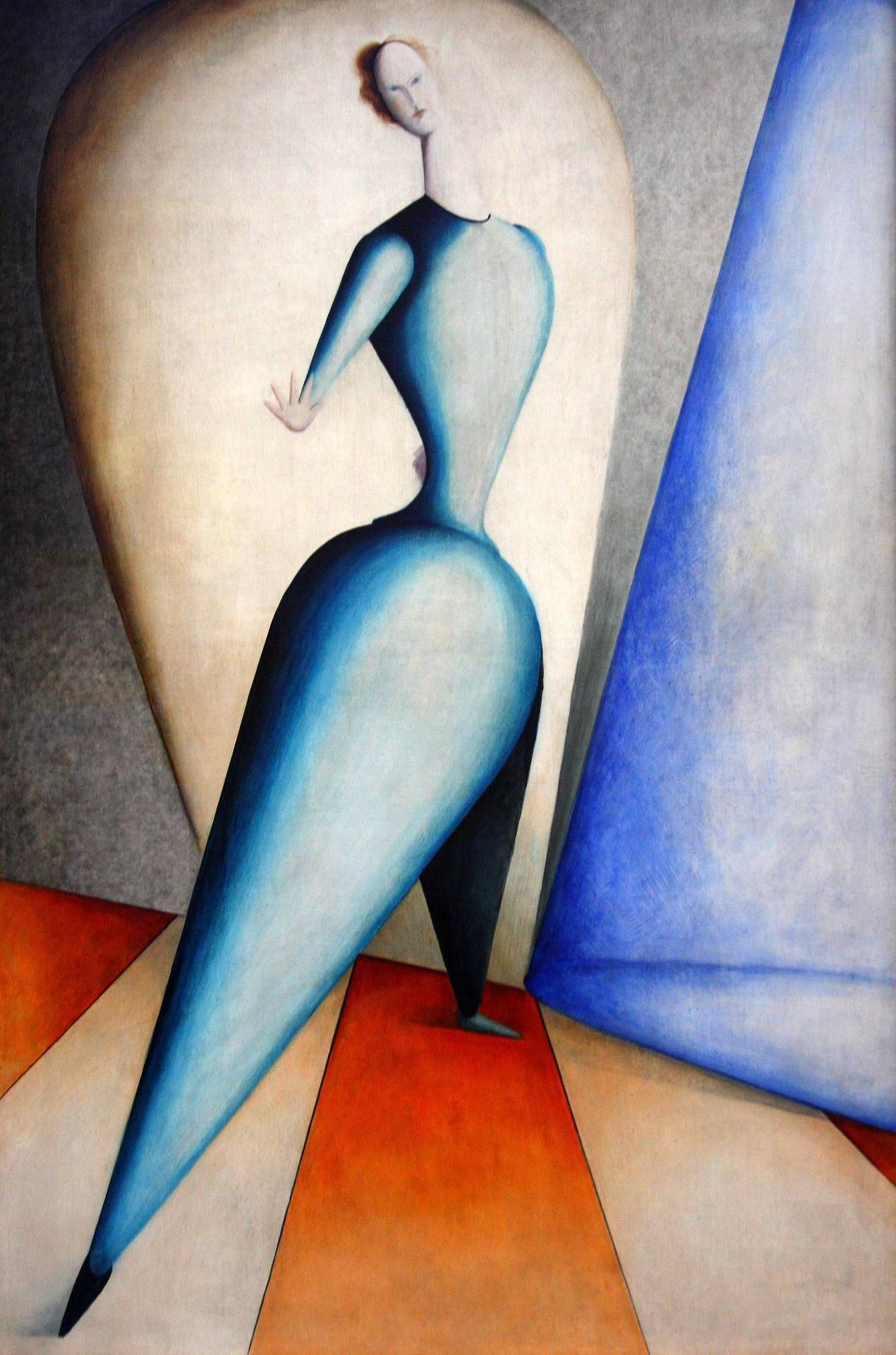
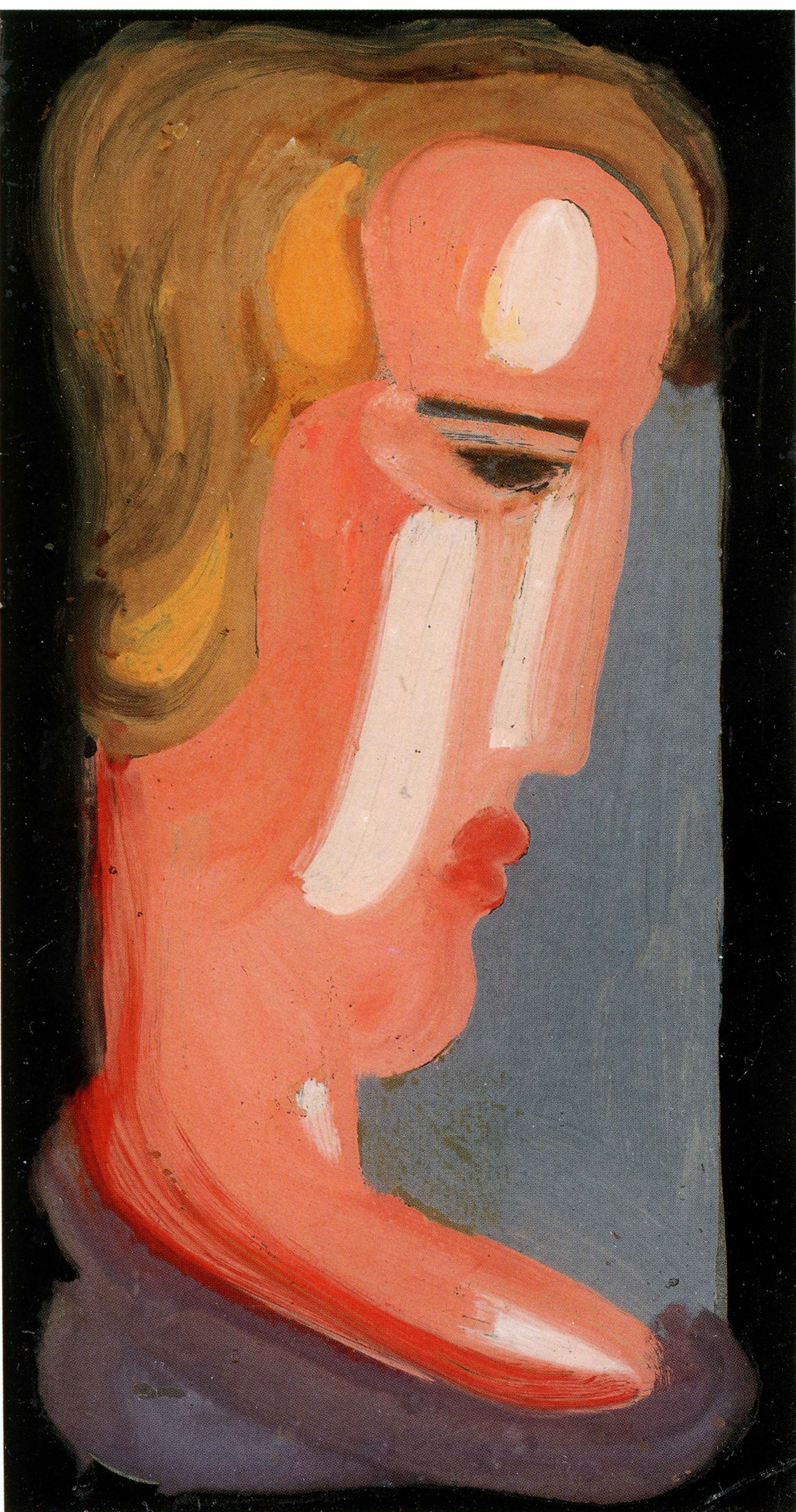
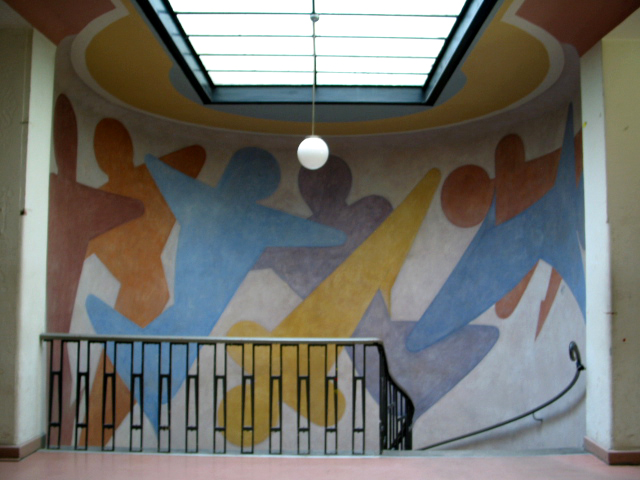

## Publications
- Oskar Schlemmer, Lettres et journaux, trad. de Claude Rabant, Dijon, France, Les Presses du réel, 2014, 288 p.  (ISBN 978-2-9536129-1-2)

## Expositions
- Marseille, musée Cantini, 1999[7]